# Белен – Тойченталь (пропіленопровід)
Пропіленопровід Белен – Тойченталь (Propylenpipeline Böhlen – Teutschenthal, PBT) – один з продуктопроводів, що обслуговують розташований на сході Німеччини нафтохімічний комплекс Белен-Шкопау-Лойна.
Для передачі пропілену між установкою парового крекінгу в Белені, заводом оксиду пропілену у Шкопау та підземним сховищем олефінів у Тойченталь проклали пропіленопровід PBT. З кінця 1990-х завод оксидів закрили, проте замість цього в Шкопау почало діяти виробництво поліпропілену, потужність якого невдовзі довели до 320 тисяч тонн на рік.
Ділянка пропіленопроводу між Беленом та Шкопау має довжину 51,5 км, діаметр 200 мм та розрахована на робочий тиск 6,8 МПа. Між Шкопау та Тойченталь прокладено трубопровід довжиною 12,5 км з такими саме основними параметрами, проте трохи меншої пропускної здатності – 59 м3/год проти 63 м3/год для Белен – Шкопау. При цьому з початку 2000-х сам Тойченталь виявився пов’язаним з портовим терміналом у Штаде за допомогою олефінопроводу Штаде – Тойченталь.
Можливо відзначити, що ті ж самі точки з’єднує також трубопровід для транспортування більш легкого олефіну – етилену (EBT).